# Głos Tradycji
Głos Tradycji – seria przekładowa źródeł dotyczących antyku chrześcijańskiego. Ukazywała się w latach 1981–1992 w Tarnowie własnym sumptem przez tłumacza ks. Wojciecha Kanię. 

## Tomy wydane w serii
- Nauka Dwunastu Apostołów (Didache), Tarnów 1981.
- Św. Cyryl Aleksandryjski, Katecheza o Mszy świętej, Tarnów 1982.
- Św. Cyryl Aleksandryjski, Ku czci Bogarodzicy, Tarnów 1982.
- Hymn Akathistos, Tarnów 1982.
- Św. Efrem, Wszystka piękna jesteś, Tarnów 1982.
- Św. Efrem, Pieśń pustyni syryjskiej, Tarnów 1982.
- Tertulian, O świadectwie duszy, Tarnów 1982.
- Św. Piotr Chryzolog, Źródło wody żywej, Tarnów 1983.
- Św. Efrem, Mowa o kapłaństwie, Tarnów 1983.
- Cyryllonas, Pieśń o eucharystii, Tarnów 1983.
- Św. Jan Złotousty, Poemat wychowawczy, Tarnów 1985.
- Orygenes, O modlitwie, Tarnów 1985.
- Św. Efrem, Pieśni o perle, Tarnów 1986.
- Św. Cyryl Jerozolimski, Wizja krzyża, Tarnów 1986.
- Św. Efrem - Cyrollas - Balaj, Do końca ich umiłował, Tarnów 1987.
- Św. Ignacy Antiocheński, Listy, Tarnów 1987.
- Św. Augustyn, Homilia o Trójcy Przenajświętszej, Tarnów 1988.
- Afrahat, O modlitwie, Tarnów 1989.
- Św. Efrem, Śpiew kraju dwóch rzek, Tarnów 1989.
- Św. Efrem, Mowa wielkanocna ku czci św. krzyża, Tarnów 1989.
- Św. Efrem, Dziewica nam zrodziła Syna, Tarnów 1990.
- Teodor z Mopsuestii, Tak się módlcie, Tarnów 1991.
- Św. Jan Złotousty, Rodzina małym Kościołem, Tarnów 1991.
- Św. Jan Złotousty, Homilia na Zmartwychwstanie Pańskie, Tarnów 1991.
- Św. Bazyli Wielki, Homilia na Boże Narodzenie, Tarnów 1992.
- Pieśń o Katedrze Efeskiej, Tarnów 1992.
- Św. Cyryl Jerozolimski, Katecheza o bierzmowaniu, Tarnów 1992.